# Nørre Dalby
Nørre Dalby is een plaats in de Deense regio Seeland, gemeente Køge, en telt 572 inwoners (2008).